# 特里瓦萊亞-莫什泰尼鄉
44°16′N 25°14′E / 44.267°N 25.233°E
特里瓦萊亞-莫什泰尼鄉（羅馬尼亞語：Comuna Trivalea-Moșteni, Teleorman），是羅馬尼亞的鄉份，位於該國南部，由特列奧爾曼縣負責管轄，面積125平方公里，海拔高度96米，2007年人口2,970，人口密度每平方公里24人。